# (26829) Sakaihoikuen
(26829) Sakaihoikuen (1989 WN2) – planetoida z pasa głównego asteroid okrążająca Słońce w ciągu 4,32 lat w średniej odległości 2,65 j.a. Odkryta 30 listopada 1989 roku.